# 拉西亚天文台
拉西亚天文台是位於智利的天文台，有3架由歐洲南天天文台（ESO）製造和操作的望遠鏡，還有一些由ESO維護的其它部分。這個天文台是ESO在智利使用的第一個，也是南半球最大的一個天文台。 
拉西亚的望遠鏡和儀器位於智利郊區的亞他加瑪沙漠，是世界上最乾燥和孤獨的地區之一。像其它天文台所在的地理區域，拉西亚遠離光汙染的來源，如同帕拉纳尔天文台，甚大望遠鏡的家，它也是地球上夜空最黑暗的地點之一。

## 歷史
依據在1963年的決定，ESO批准在智利建造天文台，偵測小組前往許多地點評估是否適合。決定的地點是距離聖地牙哥600公里、海拔2,400米，在亞他加馬沙漠南部的拉西亚。除了是政府的資產外，它還有乾燥、地勢平坦與易於接近的其它優勢，並且孤立和遠離任何人造的光源與塵埃。它原本的名稱是Cinchado，因為它的地形像是馬鞍，所以重新命名為拉西亚 (La Silla，西班牙文的鞍)。
在1964年10月30日簽訂了合約，次年購買了245平方英里的地。在1965年，包括居住場所、工作坊和儲存區等臨時設施都以建立起來。
During 1965, temporary facilities were erected with living quarters, a workshop and storage area. 在 1965 年，期間臨時設施建成與居住地、 工作坊和存儲區。到頂端道路的通車典禮在完成兩個月後的1966年3月舉行。
在1969年3月25日，ESO在拉西亚的站址在智利總統愛德華多·弗雷·蒙塔爾瓦主持正式完工的典禮。天文台的永久性設備，員工宿舍、工作坊、接待所和幾架望遠鏡，已全部完成投入營運。
在1960年代後期，安裝了1米和1.5米的望遠鏡，以前一直在南非使用的Gran Prismo Objectif望遠鏡也在1968年加入。
到了1976年，計畫中最大的3.6米望遠鏡開始運作，它與附隨著的1.4米庫德輔助望遠鏡 (Coudé Auxiliary Telescope，CAT)連結。
在1984年，2.2米望遠鏡開始運作，1989年3月，3.5米的新技術望遠鏡 (NTT)開光。
這個計畫在1987年因為瑞典ESO次毫米望遠鏡的安裝達到顛峰，這是在南半球唯一的次毫米大望遠鏡，它的設置是ESO和瑞典自然科學研究委員會聯合的專案。
在20世紀結束之際，有些原始的望遠鏡被關閉 (退役)，1998年是1米的施密特望遠鏡，在2002年還有1.5米望遠鏡，同時也有新的裝備和其它國家的天文台被引進。馬賽天文台的1米望遠鏡在1998年開始運作，接著在2000年日內瓦天文台的1.2米望遠鏡也加入了。

## 望遠鏡
ESO在拉西亚的場地有3架主要的光學和近紅外線望遠鏡在運作：新技術望遠鏡 (NTT)、3.6米 ESO望遠鏡、和2.2-m Max-Planck-ESO望遠鏡。
此外，拉西亚還有幾個其它國家的專案計畫望遠鏡：1.54米丹麥望遠鏡、1.2米歐拉望遠鏡、快眼裝置望遠鏡和TAROT望遠鏡。這些望遠鏡不歸屬於ESO的營運，因此不屬於拉西亚天文台科學活動的範疇內。
以下的望遠鏡是已經被停止使用的：
- ESO 1.52米望遠鏡
- ESO 1米望遠鏡
- ESO 0.5米望遠鏡 (現在在智利聖地牙哥天文台)
- 15米的瑞典ESO次毫米望遠鏡 (SEST)
- 1.4米庫德輔助望遠鏡 (CAT)
- Grand Prism Objectif (GPO) 望遠鏡
- Marly 1米望遠鏡
- 瑞士T70望遠鏡
- 荷蘭0.9米望遠鏡 (國家的望遠鏡)
- 丹麥0.5米望遠鏡 (國家的望遠鏡)
- Marseille 0.4米望遠鏡 (國家的望遠鏡)
- Bochum 0.61米望遠鏡 (國家的望遠鏡)

### 新技術望遠鏡

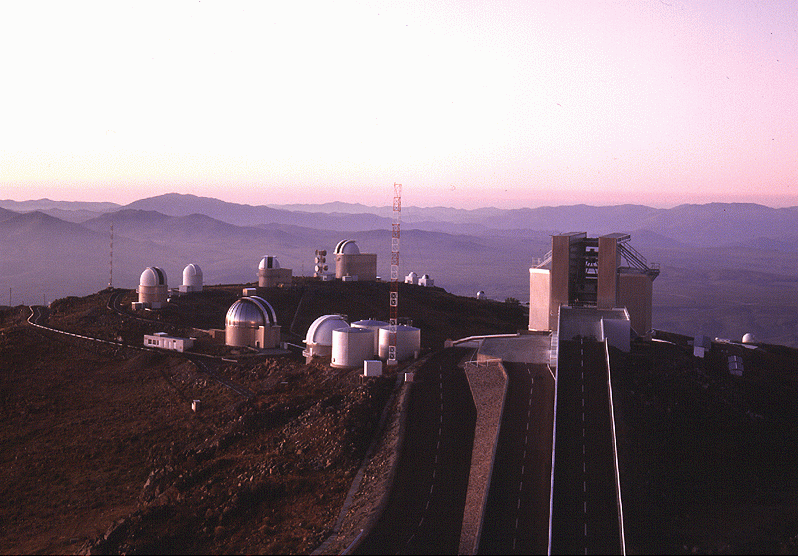
從3.6米看NTT前方的小望遠鏡。

ESO新技術望遠鏡 (NTT)在1989年3月開光，是口徑3.58米的里奇-克萊琴望遠鏡，率先使用主動光學技術的經緯儀架台。這架望遠鏡和它的儲存模組進行了革命性的設計，可以獲得最佳的影像品質。
望遠鏡室安裝了通風的襟翼系統，使圓頂能夠最小化和優化鏡像的視寧度。為阻隔熱進入建築物內，所有的電機設備都以水冷來隔絕以及冷卻。
NTT的主鏡是主動控制的，以確保影像在望遠鏡的正確位置；次鏡的位置也可以在三個方向上主動的控制。優化的氣流、熱的控制和主動光學，使NTT的影像有優越的品質。但要注意NTT只是主動光學而非調適光學：它只能改正望遠鏡鏡面的缺陷和變形，但不能解決湍流的擾動；它確保光學品質是完美的。與熱控制一起，它讓系統達到環境允許的視寧度，但不能改善它。

### 3.6m ESO望遠鏡
3.6米的卡塞格林望遠鏡從1976年開始營運，並且不斷的升級，包括使其影像保持在正確位置的新輔助鏡像裝置，是它作為天文研究的效率和生產力最高的引擎之一。
這架望遠鏡的主機，高精度徑向速度行星搜索器 (HARPS)，是世界上最重要的系外行星獵人。HARPS是一架精度無與倫比的攝譜儀，是迄今最成功的低質量系外行星發現者。 自2008年4月以來，HARPS是安裝在3.6米望遠鏡上唯一在用的儀器。

### 2.2m MPG/ESO望遠鏡
2.2米望遠鏡是拉西亚在1984年初就已經在營運的望遠鏡，是由馬克斯-普朗克學會 (在德國的MPG) 無期限貸款給ESO的。望遠鏡的觀測時間由ESO和MPG的觀測計畫共享，而望遠鏡的營運和維護是ESO的責任。
這架望遠鏡有3個主要的儀器：
- 廣角影像器：有6,700萬畫素，視場的大小如同滿月，已經取得許多天體精彩的影像；
- GROND，伽瑪射線暴光學/近紅外線檢測器：這是追逐宇宙中最強大的爆炸餘暉，也就是所謂的伽瑪射線暴；
- FEROS，高精度攝譜儀：用於仔細的研究恆星[16]。

## 科學上的發現
每年大約有300篇左右的論文來自於這個天文台的工作，拉西亚仍然是天文學的最前線。拉西亚引導了大量的科學發現，其中包括一些創舉。HARPS攝譜儀在發現低質量系外行星上是無可爭辯的冠軍，它檢測到格利澤581周圍的系統，其中包含了可能是在太陽系外的適居帶內發現的第一顆岩石行星。拉西亚有幾架望遠鏡對伽瑪射線暴－自宇宙大爆炸以來最強大的爆炸－與大質量恆星的連結做出了重要的貢獻。從1987年以來，ESO的拉希拉天文台在對距離我們最近的超新星1987A的爆炸與後續的研究，也提供了重大的貢獻。
在2011年2月2日，天文學家使用在2.2米望遠鏡上的 廣角影像器發現NGC 3621是不尋常的碟片狀星系。

## 圖集

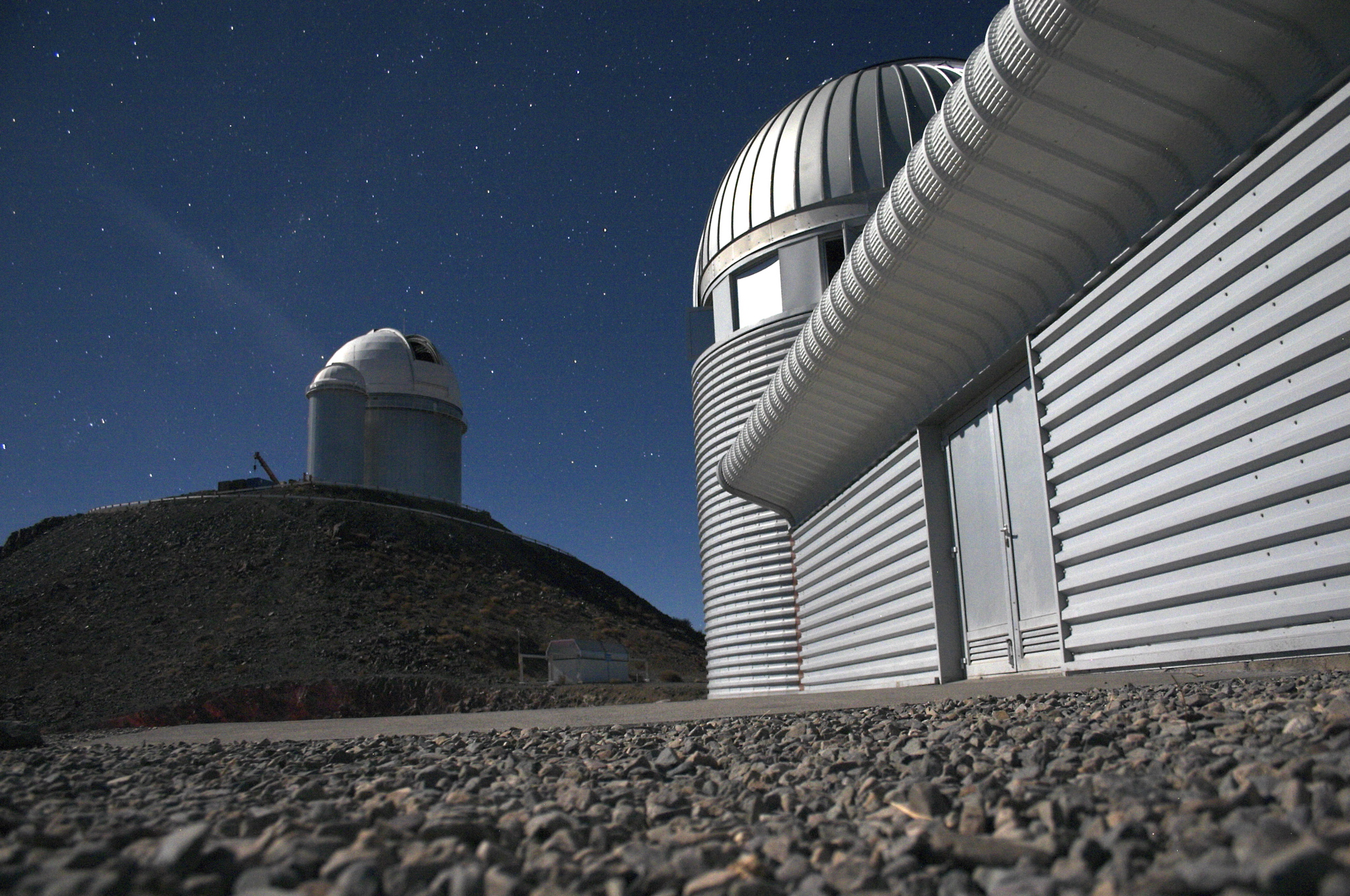
夜晚的拉西亚，前景是萊昂哈德·歐拉望遠鏡，在遠方是ESO 3.6米望遠鏡。
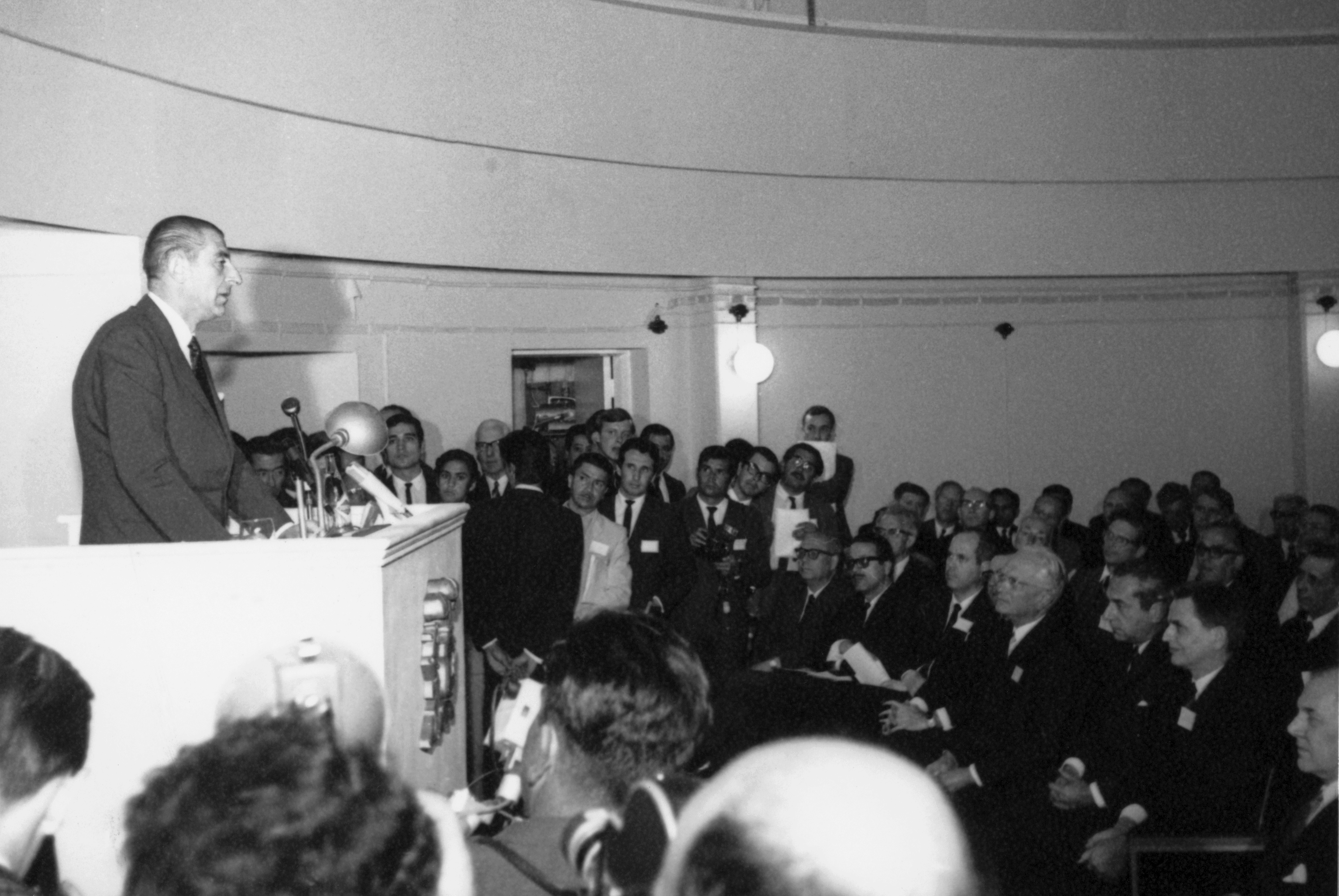
拉西亚天文台的落成典禮。
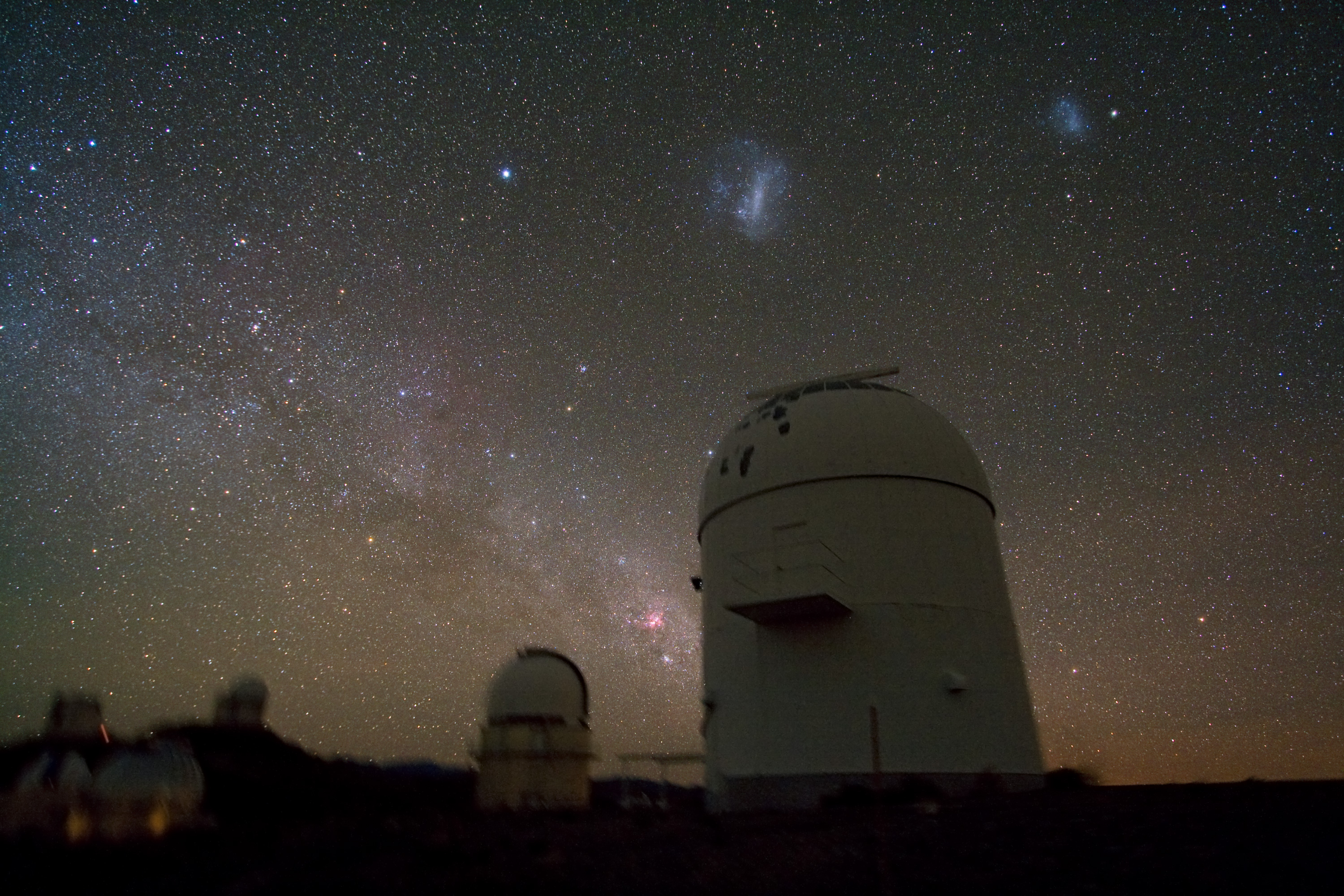
拉西亚的觀測室集團。 創建者：ESO/Y. Beletsky.

## 外部連結
- ESO - La Silla Paranal Observatory （页面存档备份，存于）
- ESO - About La Silla（页面存档备份，存于）

29°15′15″S 70°44′22″W / 29.25417°S 70.73944°W